# Margarethe Meyer-Schurz

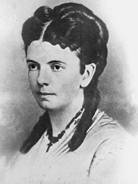
Margarethe Schurz

Margarethe Meyer-Schurz (geborene Margarethe Meyer; nach ihrer Heirat mit dem späteren US-Innenminister Carl Schurz auch Margaretha Meyer-Schurz oder nur Margarethe Schurz; * 27. August 1833 in Hamburg; † 15. März 1876 in New York) eröffnete 1856 den ersten deutschsprachigen und zugleich ersten Kindergarten in den USA.

## Leben

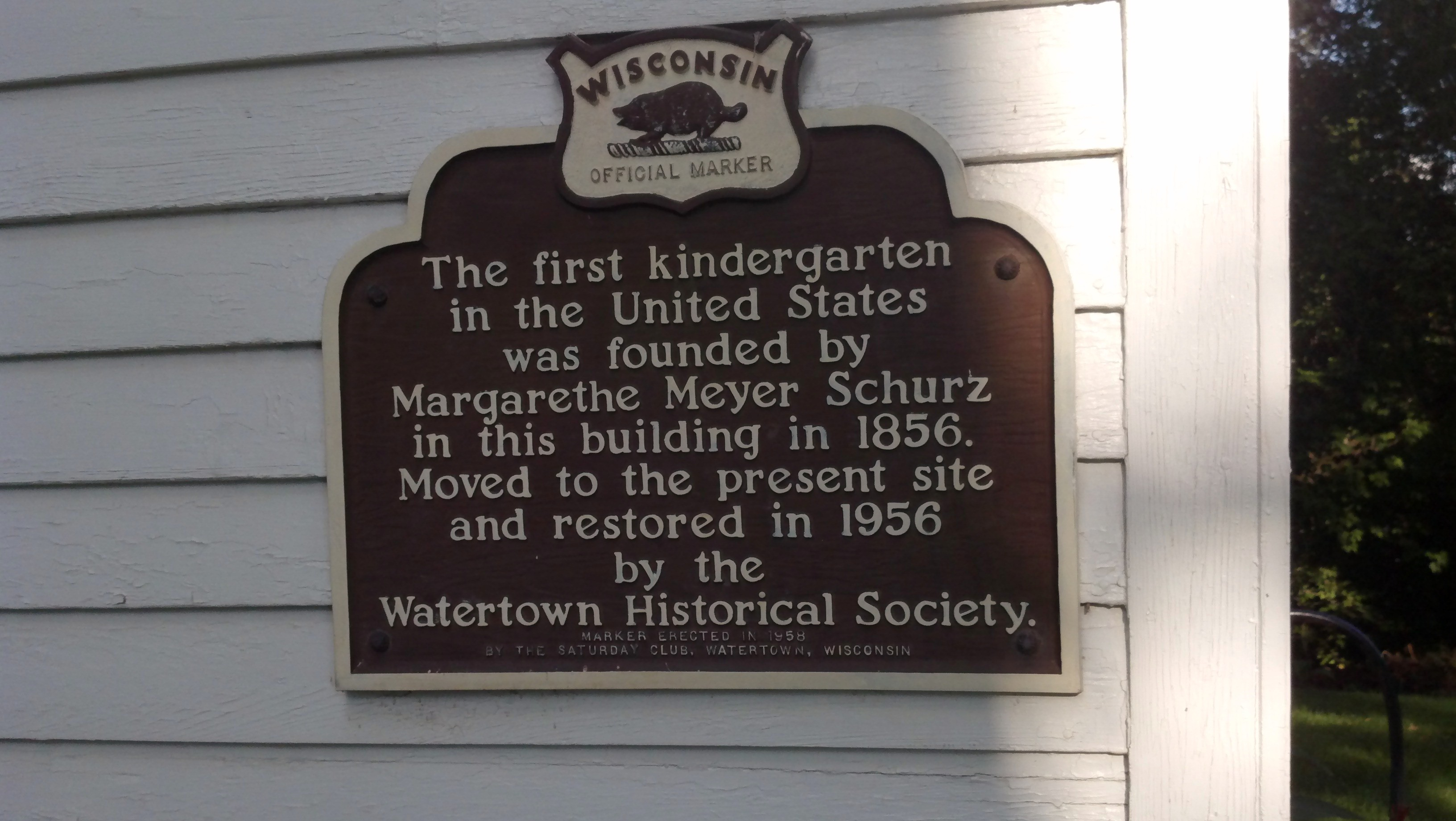
Gedenktafel für Margarethe Meyer-Schurz am Gebäude des 1. Kindergartens der USA

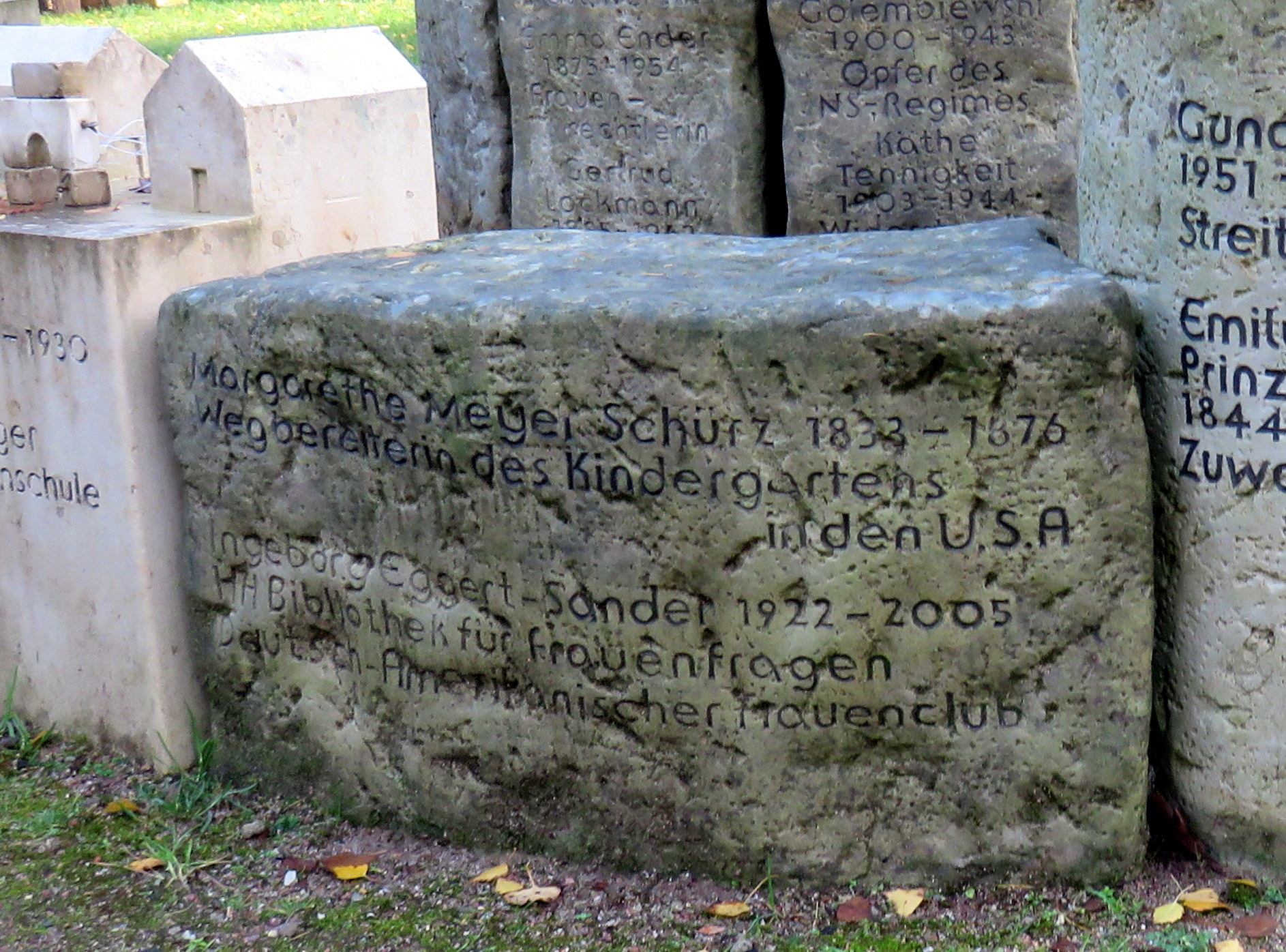
Erinnerungsstein im Garten der Frauen auf dem Ohlsdorfer Friedhof

Margarethe Meyer-Schurz wurde am 27. August 1833 in Hamburg als jüngstes von elf Kindern des Fabrikanten Heinrich Christian Meyer und dessen Ehefrau Agathe Margarethe, geb. Beusch geboren. Nur wenige Stunden nach der Geburt starb die Mutter.
Ihre 15 Jahre ältere Schwester Bertha ging nach der Trennung von ihrem ersten Mann Friedrich Traun eine neue Ehe mit dem exkommunizierten Priester Johannes Ronge, dem Gründer des Deutschkatholizismus, ein. Dadurch hatten Margarethe und ihre andere ältere Schwester Amalie schon früh Kontakt zum Freundeskreis der Deutschkatholiken. Margarethe besuchte später die Hochschule für das weibliche Geschlecht, die auf Anregung von Johannes Ronge gegründet worden war. 
Nach der gescheiterten Revolution von 1848 folgte Bertha ihrem Mann ins Exil nach London. Als sie im Herbst 1851 schwer erkrankte, folgte die 18-jährige Margarethe ihr in die britische Hauptstadt, um im Haushalt zu helfen. Dort lernte Margarethe Carl Schurz kennen, der wie Ronge Deutschland aus politischen Gründen hatte verlassen müssen. Beide gingen am 6. Juli 1852 eine Zivilehe im Londoner Marylebone-District ein und reisten bald darauf in die Vereinigten Staaten von Nordamerika ab. Zuerst lebten sie in Philadelphia, ab 1856 in Watertown (Wisconsin); dort erwarben sie einen kleinen Bauernhof, wobei Margarethas Mitgift die finanziellen Voraussetzungen für den Erwerb bot. Den Gedanken des Pestalozzi-Schülers Friedrich Fröbel folgend eröffnete sie hier 1856, deutschsprachig, den ersten Kindergarten in den USA. Im Jahr 1866, nach dem Sezessionskrieg, zog das Ehepaar nach Detroit und 1867 nach St. Louis. Ab Herbst 1867 hielt sich Margarethe zu einer Kur in Wiesbaden auf.
Zusammen mit ihrem Mann Carl hatte Margarethe Meyer-Schurz fünf Kinder: Agathe (1852–1915), Marianne (1857–1929), Emma Savannah (1865–1867), Carl Lincoln (1871–1924) und Herbert (1876–1900). Sie starb am 15. März 1876 in New York, zehn Tage nach der Geburt ihres Sohnes Herbert, an Kindbettfieber. Ihr Leichnam wurde nach Hamburg überführt und dort auf dem St. Petri-Kirchhof beigesetzt, 1914 kam es zu einer Umbettung auf den Ohlsdorfer Friedhof. Das Grab bestand bis 1965. Seit 2002 erinnert ein Stein der sogenannten Erinnerungsspirale im Garten der Frauen an Margarethe Meyer-Schurz.
Am 2. Mai 1929 wurde in Watertown ein Denkmal zu Ehren von Margarethe Meyer-Schurz eingeweiht.